# Machine Head
Machine Head ist eine US-amerikanische Metal-Band aus Oakland, Kalifornien, die häufig dem Subgenre Neo-Thrash zugeordnet wird. Die Band wurde im Jahre 1991 gegründet und steht seit 2013 bei Nuclear Blast Entertainment, einem Sublabel von Nuclear Blast unter Vertrag. Die Diskografie von Machine Head umfasst elf Studioalben. Weltweit haben Machine Head mehr als 2,4 Millionen Tonträger verkauft. Im Jahre 2007 wurde die Band für den Grammy in der Kategorie Best Metal Performance nominiert.
Der Bandname bezieht sich nach Angaben der Band nicht auf das gleichnamige Album der britischen Hardrockband Deep Purple; der Sänger und Gitarrist Robb Flynn habe den Namen Machine Head gewählt, weil er ihm gefiel.

## Bandgeschichte

### 1991–1994: Die frühen Jahre
Im Jahre 1987 trat der Gitarrist Robb Flynn der Thrash-Metal-Band Vio-lence bei. Nachdem die Band Anfang der 1990er Jahre zwischenzeitlich vertragslos war, wuchs bei Flynn die Unzufriedenheit. Die von ihm geschriebenen Lieder Death Church und Blood for Blood wurden von den anderen Bandmitgliedern abgelehnt, da sie den Sound der Band in Richtung Grunge verändern wollten. Am 12. Oktober 1991 besuchte Flynn zusammen mit seinem Freund Adam Duce das Musikfestival Day on the Green. Während Metallica spielten, beschlossen Flynn und Duce, ein neues musikalisches Projekt zu starten. Vier Monate später verließ Flynn nach einer Schlägerei Vio-lence, um sich ganz auf sein neues Projekt zu konzentrieren.
Flynn und Duce schrieben die ersten Lieder für die neue Band. Eines davon war I′m Your God Now, dessen Eröffnungsriff von Duces Freund Logan Mader stammt. Mader und der Schlagzeuger Tony Costanza komplettierten die Band, die sich zu ersten Jamsessions in einem lokalen Lagerhaus trafen. Ihr erstes Konzert spielten Machine Head im August 1992 bei einer Party in Oakland. Während sich die Band durch ihre Liveauftritte im Vorprogramm von Rancid oder den Deftones schnell einen Namen in der San Francisco Bay Area machte, kam es bei Konzerten regelmäßig zu Schlägereien. In drei Clubs wurde die Band daraufhin mit einem Hausverbot belegt.
Ihr erstes Demo nahm die Band mit einem Budget von 800 Dollar in einem Schlafzimmer auf. Costanza musste später seinen Platz für den ehemaligen Verbal-Abuse-Schlagzeuger Chris Kontos räumen. Im Februar 1993 nahmen Machine Head ein weiteres Demo mit sechs Liedern auf, welches im Underground großen Anklang fand. Verschiedene Plattenfirmen wurden im Folgenden auf Machine Head aufmerksam, die Band unterschrieb schließlich bei Roadrunner Records ihren ersten Plattenvertrag. Auch wenn die Band zum damaligen Zeitpunkt noch kein Album veröffentlicht hatte, ging Machine Head mit Napalm Death und Obituary auf US-Tournee.

### 1994–1998:Burn My EyesundThe More Things Change…

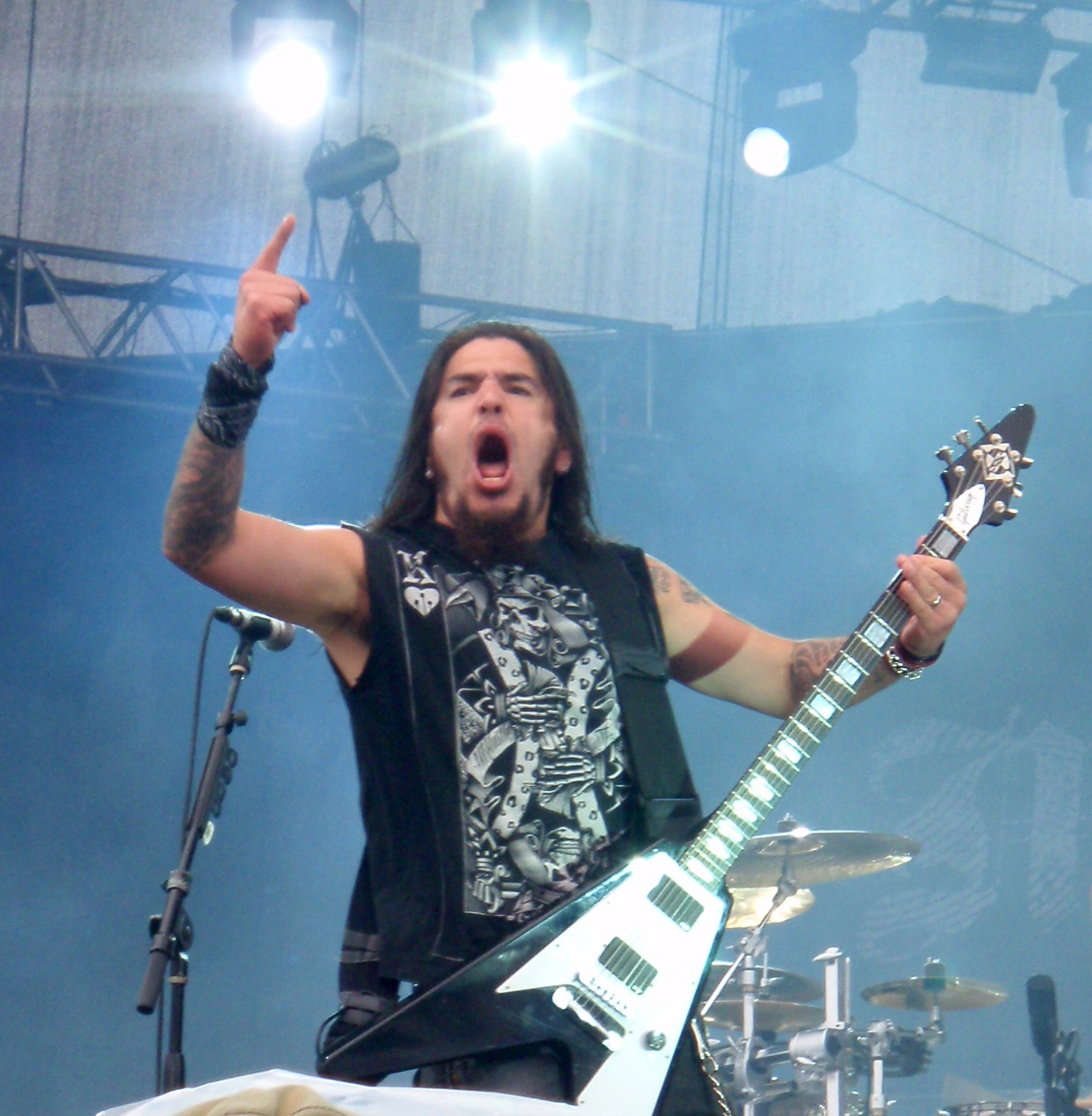
Robb Flynn beim Sonisphere-Festival 2009

Das im Sommer 1994 erschienene Debütalbum Burn My Eyes war bis zur Veröffentlichung des selbstbetitelten Slipknot-Albums das meistverkaufte Debütalbum der Roadrunner-Geschichte. Zusammen mit Pantera und Fear Factory wurden Machine Head zu den Vorreitern des so genannten „Neo-Thrash“. Gemeinsam mit Slayer und Biohazard ging Machine Head auf US-Tournee. Im Winter des gleichen Jahres spielte die Band im Vorprogramm von Slayer erstmals in Europa, wo sich das Album zu diesem Zeitpunkt bereits ca. 150.000 Mal verkauft hatte.
Während sich der Erfolg in Europa schnell einstellte – Burn My Eyes belegte Platz 26 in den britischen und Platz 44 in den deutschen Albumcharts – tat sich die Band in den USA schwer. Das Debütalbum schaffte es nicht in die US-amerikanischen Charts, MTV boykottierte das Musikvideo zum Lied Davidian, welches inhaltlich von der Waco Siege handelt. Die Textzeile „Let freedom ring with a shotgun blast“ war in diesem Zusammenhang der Grund für den MTV-Boykott.
Im Mai 1995 kehrten Machine Head mit den schwedischen Bands Mary Beats Jane und Meshuggah als Vorgruppen nach Europa zurück, dessen Höhepunkt ein Auftritt beim Dynamo Open Air in den Niederlanden war. Insgesamt verbrachte die Band 17 Monate am Stück auf Tournee. Wegen gesundheitlicher Probleme von Chris Kontos musste die Band einige Konzerte in Australien sowie zwei Festivals in Europa absagen. Drei Tage vor dem Auftritt beim Monsters of Rock meldete sich Kontos erneut krank und wurde kurz darauf gefeuert. Kontos heuerte später bei der Band Konkhra an. Will Carroll sprang für die restlichen Konzerte der US-Tour ein, wurde aber nicht zum festen Bandmitglied. Die Wahl fiel indessen auf Empfehlung des Sepultura-Schlagzeugers Igor Cavalera auf den in Frankfurt am Main geborenen Dave McClain, der zuvor unter anderem schon bei Sacred Reich gespielt hatte.
Im Sommer 1996 begann die Band unter der Regie von Colin Richardson, der auch schon das Debütalbum produziert hatte, mit den Aufnahmen zum zweiten Studioalbum. Es sollte ursprünglich im Herbst erscheinen, doch eine Reihe von unglücklichen Umständen sorgte für eine Verzögerung. So wurden der Band Instrumente gestohlen, Gesangs- und Gitarrenspuren verschwanden auf ungeklärte Art und Weise und ein Autounfall setzte Dave McClain monatelang außer Gefecht. Mit dem fertigen Mix war die Band unzufrieden, so dass man zu Colin Richardson nach Liverpool flog, um die Gitarren- und Bassspuren erneut einzuspielen. Auch mit dem zweiten Mix war die Band nicht zufrieden und Flynn mischte die Platte daraufhin in Los Angeles selbst ab. Das fertige The More Things Change… erschien schlussendlich im März 1997. Eine limitierte Version enthält Coverversionen von Ice-T und Discharge. Flynn bezeichnete Jahre später in einem Interview The More Things Change… als einzigen Versuch der Band, die erfolgreiche Burn My Eyes-Rezeptur zu kopieren.
Auf der folgenden Welttournee spielten Machine Head über 200 Konzerte und teilten sich die Bühne mit Bands wie Megadeth, Pantera oder Skinlab. In den USA nahmen Machine Head am ersten Ozzfest teil. Probleme mit Alkohol und anderen Drogen führten zum Ausstieg des Gitarristen Logan Mader, der sich zunächst der Band Soulfly anschloss und später die Band Medication gründete. Als sein Nachfolger kam Ahrue Luster zu Machine Head, der zuvor bei Man Made God spielte. Flynn begab sich derweil in eine Therapie.

### 1998–2002:The Burning RedundSupercharger

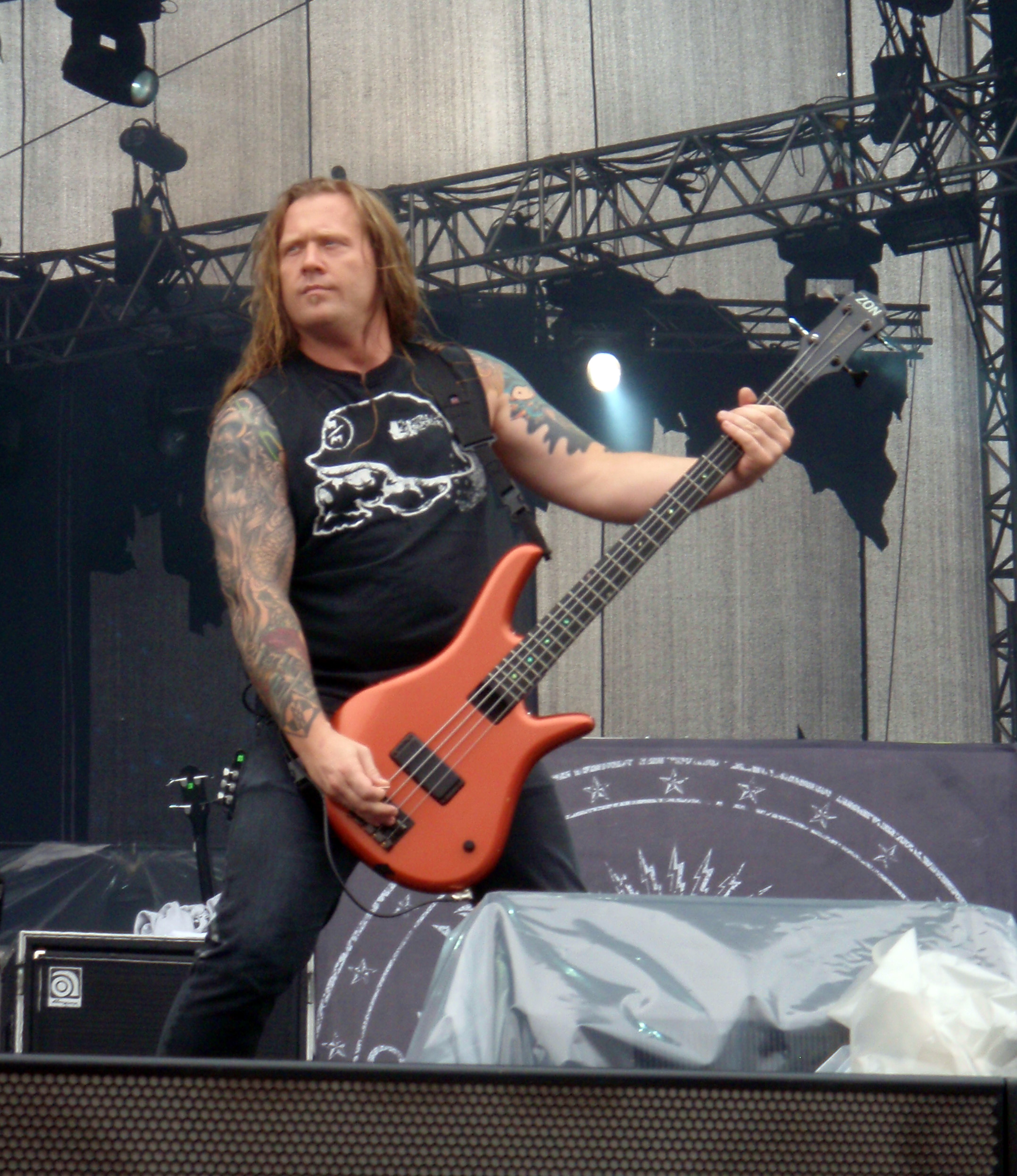
Adam Duce beim Sonisphere-Festival 2009

Im März 1998 kehrte die Band ins Studio zurück, um unter der Regie des Produzenten Ross Robinson das dritte Studioalbum The Burning Red aufzunehmen. Flynn begann auf diesem Album damit, seine persönlichen Probleme in den Texten zu verarbeiten. In Liedern wie Five oder dem Titelsong geht es um Flynns Kindheit und seine eigene Adoption. From This Day entwickelte sich zu einem Clubhit und mit Message in a Bottle war eine Coverversion von The Police auf dem Album vertreten. Musikalisch wagten Machine Head einige Experimente. So übernahm die Band Elemente des Nu Metal, außerdem war erstmals Rapgesang zu hören.
Von Seiten der Presse wurde das Album gut aufgenommen und wurde z. B. im deutschen Metal Hammer zum „Album des Monats“ gekürt. Viele Fans der ersten Stunde warfen der Band jedoch Trendanbiederung und Ausverkauf vor. Insbesondere die Band Korn wurde als Vergleich zu den neuen musikalischen Versuchen herangezogen. Flynn verwies darauf, dass der Rapgesang nur einen kleinen Teil des Albums ausmachen und Bassist Adam Duce bezeichnete das Album gar als „mutigen Schritt nach vorne.“
Machine Head konnten ihre Fanschar weiter ausbauen. The Burning Red verkaufte sich innerhalb von drei Jahren genau so oft wie Burn My Eyes in acht Jahren. Die Band spielte erneut viele Konzerte, darunter erstmals in Südkorea und Japan.
Bereits im September 2000 begannen die Aufnahmen für das vierte Studioalbum Supercharger. Als Produzent holte die Band Colin Richardson zurück ins Boot. Trotz überwiegend guter Plattenbesprechungen von Musikkritikern konnte das Album viele Fans nicht überzeugen. Der Videoclip zur ersten Single Crashing Around You wurde von MTV und anderen Musiksendern nach den Terroranschlägen vom 11. September 2001 aus dem Programm genommen, da im Video einstürzende Gebäude zu sehen sind. Auch wenn das Album Platz 115 der US-amerikanischen Albumcharts erreichte, ist Supercharger mit insgesamt ca. 250.000 verkauften Einheiten das am wenigsten verkaufte Album der Machine-Head-Diskographie.

### 2002–2006:Hellalive und Through the Ashes of Empires
Im Mai 2002 stieg Ahrue Luster aufgrund kreativer Differenzen aus und wechselte zu Ill Niño. Für die Tour im Sommer 2002 wurde Phil Demmel verpflichtet, der schon mit Flynn zusammen in der Band Vio-Lence gespielt hatte. Die Auftritte beim deutschen Festival With Full Force sowie in der Brixton Academy in London, wo Machine Head vor 5.000 Zuschauern spielten, wurden mitgeschnitten und unter dem Namen Hellalive veröffentlicht. Der Titel des Livealbums wurde von einem Fan über die Website der Band vorgeschlagen. Aufgrund anderweitiger Verpflichtungen verzichtete Demmel zunächst darauf, festes Bandmitglied zu werden. Im März 2003 stieg er schließlich doch bei Machine Head ein.
Ende 2002 sah die Zukunft für Machine Head nicht gut aus. Die Band und Roadrunner Records America lösten die Zusammenarbeit im beiderseitigen Einvernehmen auf. Die Suche nach einer neuen Plattenfirma für den nordamerikanischen Raum gestaltete sich als schwierig. Die Band nahm ein Demo mit vier Liedern auf, das ihr mehr als 30 Absagen einbrachte. Nachdem sich Flynn einer weiteren Therapie aufgrund seiner Probleme mit Alkohol und anderen Drogen unterzogen hatte, spielte er lange Zeit mit dem Gedanken, als Sänger der Band Drowning Pool beizutreten. Schließlich verwarf er diese Pläne und konzentrierte sich wieder auf Machine Head.

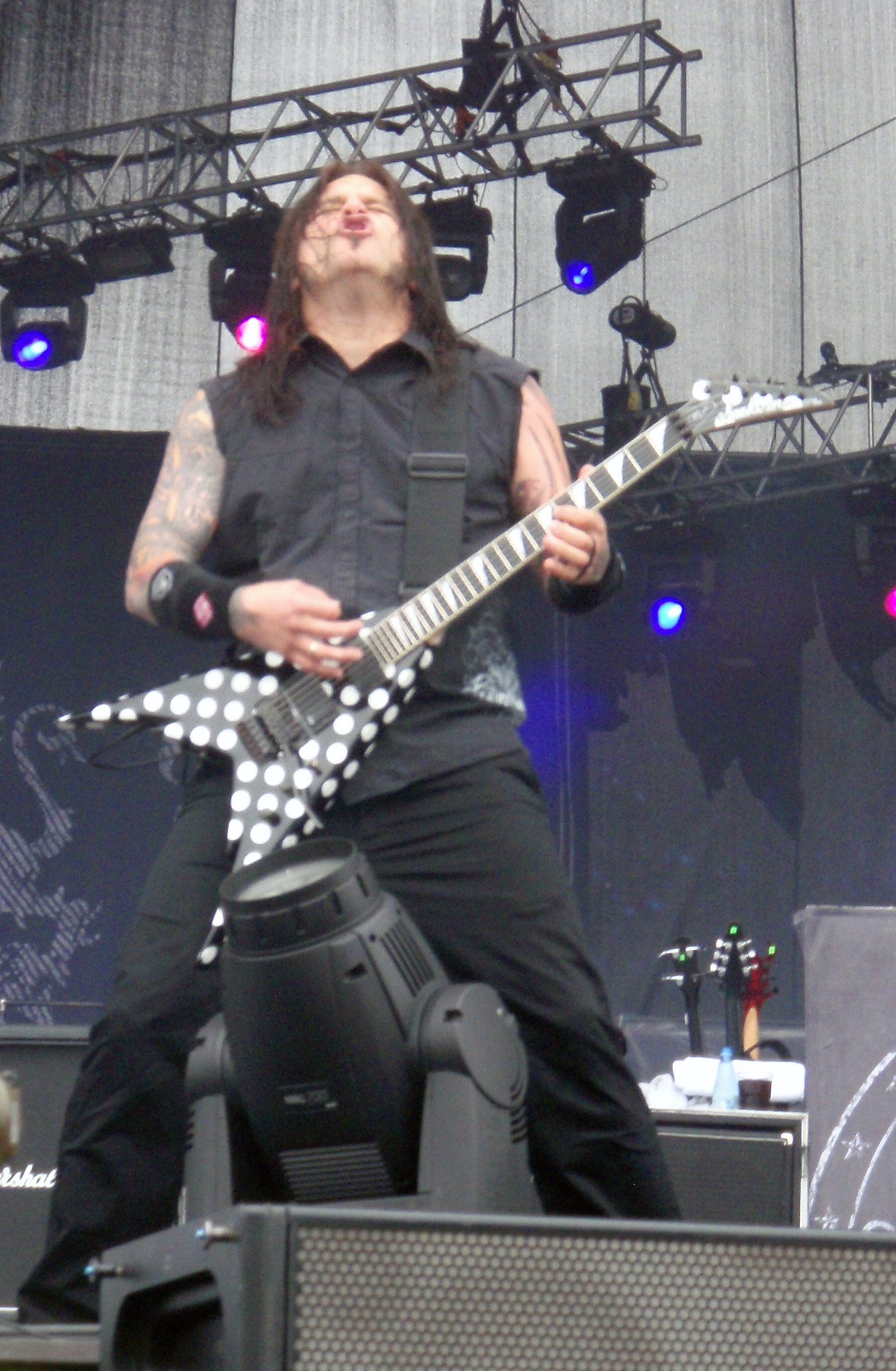
Phil Demmel beim Sonisphere-Festival 2009

Zwischen Juni und August 2003 nahm die Band das Album Through the Ashes of Empires auf. Stilistisch kehrte sie zu ihren Wurzeln zurück, wobei die Lieder insgesamt länger als früher ausfielen. Das Album erschien im Oktober des Jahres und wurde von der Presse mit Lob überschüttet. Der deutsche Metal Hammer kürte das Album erneut zum „Album des Monats“. Durch die sehr guten Verkaufszahlen in Europa erhielt die Band einen neuen Vertrag bei Roadrunner Records America.
Es folgen zwei Tourneen in Europa und drei in Nordamerika. Machine Head spielten bei Rock am Ring und Rock im Park, beim Download-Festival und auf dem Wacken Open Air, wo sie von den Zuschauern zur besten Band des Festivals gewählt wurden, sowie beim Rock Hard Festival. In Nordamerika spielten Machine Head die „Roadrage Tour“ zusammen mit Chimaira und Trivium. Ein Konzert in der Londoner Brixton Academy wurde für die DVD Elegies mitgeschnitten, die im Oktober 2005 erschien. Anfang 2005 traten Machine Head auf einem Festival in Dubai, dem einzigen Metalfestival in der arabischen Welt, auf. Robb Flynn nahm zum Jubiläum von Roadrunner Records als einer von vier „Teamcaptains“ als Songwriter am Projekt Roadrunner United teil. Außerdem spielte die Band beim Abschiedskonzert der Böhsen Onkelz auf dem EuroSpeedway Lausitz.

### 2006–2010:The Blackening
Im August 2006 begann die Band mit den Aufnahmen zum sechsten Studioalbum The Blackening. Produziert wurde das Werk von Robb Flynn, abgemischt wurde es von Colin Richardson. Das Album enthält die längsten und komplexesten Lieder der Bandgeschichte. So sind beispielsweise zwei Stücke über zehn Minuten lang. Flynn unterstrich in vielen Interviews die Wichtigkeit des Albums und verglich das Werk damit mit dem Album Master of Puppets von Metallica. Der deutsche Metal Hammer kürte The Blackening zum „Album des Monats“. Während der Aufnahmen entstand eine Coverversion des Metallica-Songs Battery für ein Metallica-Tributalbum des britischen Kerrang!-Magazins.

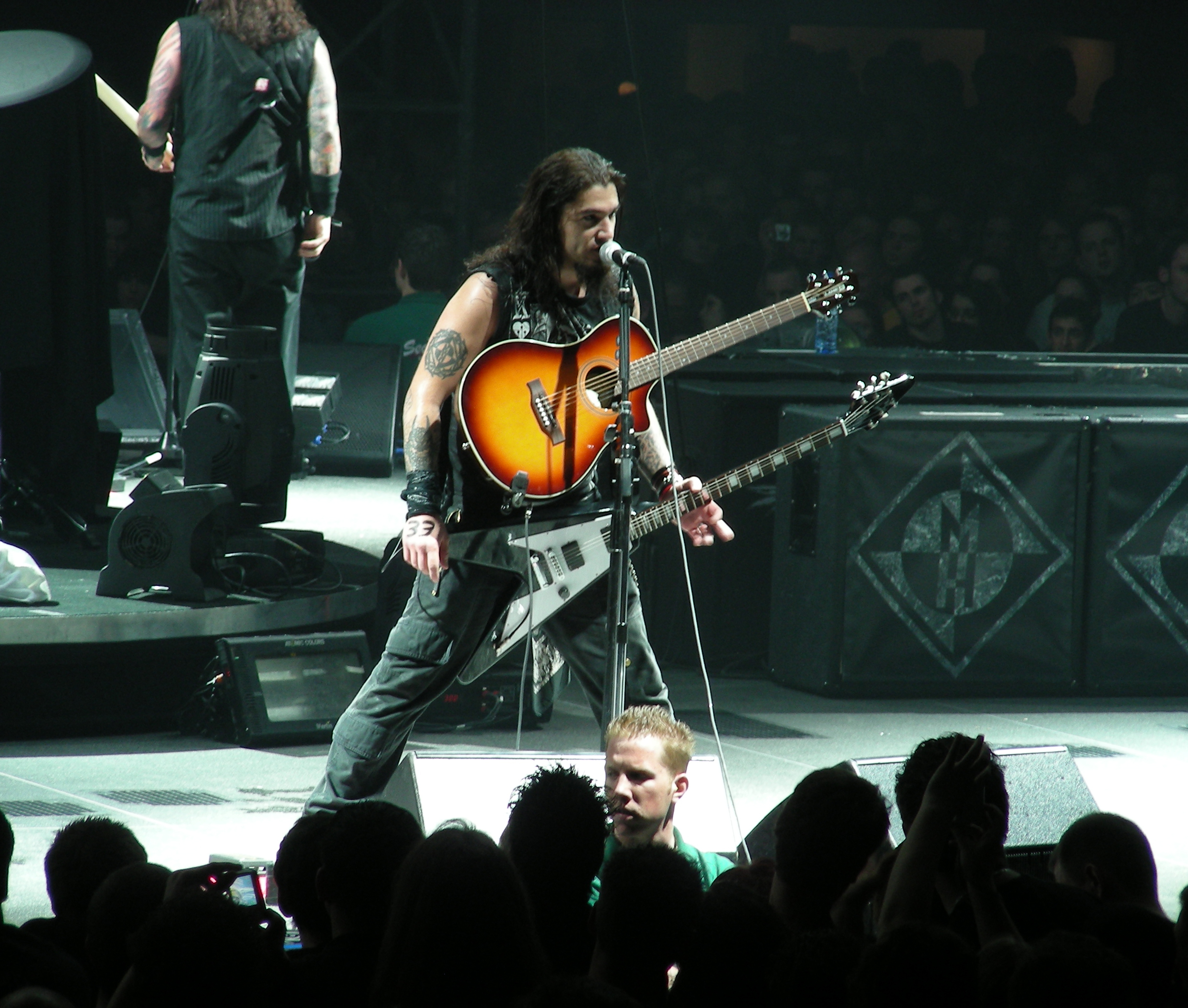
Robb Flynn beim Konzert als Vorband bei der Death Magnetic Tour von Metallica in Rotterdam 2009

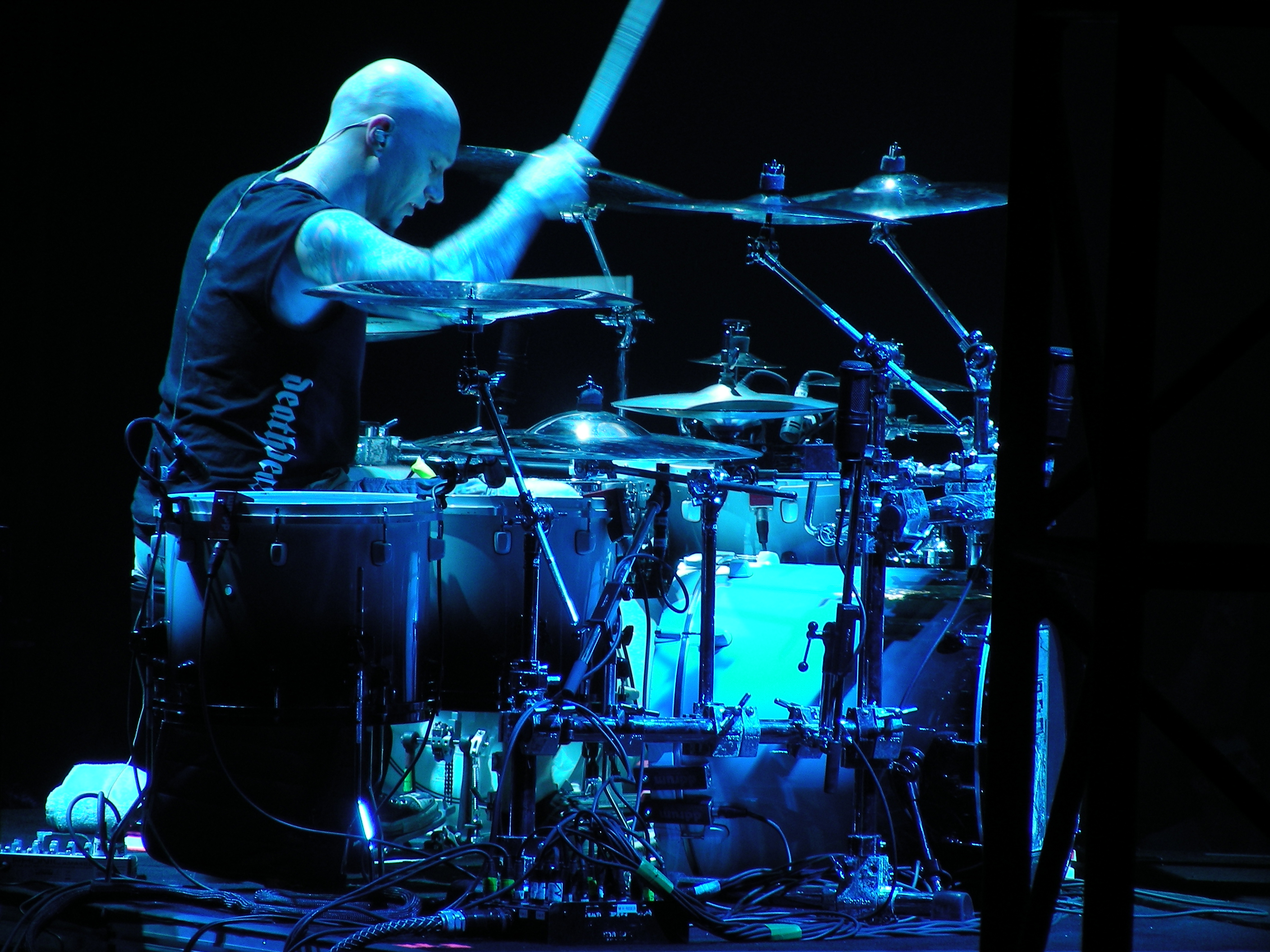
Dave McClain beim Konzert als Vorband bei der Death Magnetic Tour von Metallica in Rotterdam 2009

Machine Head spielte in Nordamerika zunächst eine Tournee mit Lamb of God, Gojira und Trivium und später eine weitere mit Megadeth und Heaven and Hell. Im Sommer trat die Band auf diversen europäischen Festivals auf. Im Juni 2007 erhielt die Band vom britischen Metal Hammer einen Award für das beste Album. Robb Flynn wurde mit dem Golden God Award ausgezeichnet. Am 8. Juli 2007 ersetzten Machine Head kurzfristig Bullet for My Valentine als Vorgruppe für das Metallica-Konzert im Londoner Wembley-Stadion, da sich der Bullet-for-My-Valentine-Sänger Matt Tuck einer Tonsillektomie unterziehen musste.
Unter dem Titel „The Black Crusade“ fand ab Dezember 2007 eine Europatour mit Trivium, Arch Enemy, Dragonforce und Shadows Fall statt, gefolgt von einer Nordamerikatournee mit Hellyeah, Nonpoint und Bury Your Dead. Auf der Iron-Maiden-Tribute-CD Maiden Heaven des Kerrang!-Magazins ist Machine Head mit einem Cover des Liedes Hallowed Be Thy Name vertreten. Ende des Jahres 2008 spielten Machine Head zusammen mit Children of Bodom als Vorband für Slipknot in Europa. Während dieser Tournee fiel die Band beinahe auseinander, als Robb Flynn nach einem Streit mit Adam Duce kurzzeitig die Band verließ.
Im Januar 2009 spielten Machine Head acht Konzerte als Vorgruppe von Metallica in Nordamerika und bis zum Mai sechs Konzerte in Deutschland und waren außerdem auf dem Wacken Open Air 2009 vertreten. Im Herbst 2009 tourten Machine Head gemeinsam mit Suicide Silence im Vorprogramm von Megadeth durch Nordamerika. Außerdem nahm die Band eine Coverversion des Pantera-Liedes Fucking Hostile für einen Dimebag-Darrell-Tributsampler des Kerrang!-Magazins auf. Im Februar 2010 wurde The Blackening vom britischen Magazin Metal Hammer zum „Album des Jahrzehnts“ gewählt.

### 2010–2013:Unto the LocustundMachine Fucking Head Live
Im Frühjahr 2010 begannen Robb Flynn und Dave McClain mit dem Songwriting für das siebte Studioalbum. Dieser Prozess zog sich über einen längeren Zeitraum, so dass erst im April 2011 mit den Aufnahmen begonnen wurde. Hierfür mietete die Band die Jingletown Studios in Oakland, das Studio der Band Green Day. Erstmals arbeiteten Machine Head mit einem Streichquartett und einem Kinderchor zusammen. Das am 23. September 2011 veröffentlichte Album Unto the Locust wurde erneut mit hervorragenden Kritiken versehen, unter anderem wurde es zum Album des Monats im deutschen Metal Hammer gewählt.
Erstmals konnte die Band Chartplatzierungen unter den ersten Zehn erringen. In Deutschland schaffte es das Album auf Platz fünf, in Österreich auf sechs und in Australien und der Schweiz jeweils auf Platz zehn. Mit 17.000 verkauften Einheiten in den Vereinigten Staaten konnte sich Unto the Locust dort auf Platz 22 etablieren. Laut ihrer Plattenfirma konnten Machine Head damit zum dritten Mal in Folge ihre Verkäufe in der ersten Woche nach Veröffentlichung um zwanzig Prozent steigern. Machine Head begaben sich auf eine Europatournee zusammen mit Bring Me the Horizon, DevilDriver und Darkest Hour, gefolgt von einer Nordamerikatournee mit Suicide Silence. Im Sommer 2012 trat die Band als Headliner beim Wacken Open Air und beim Bloodstock Open Air auf.
Während der Tourneen im Jahre 2011 und 2012 wurden zahlreiche Konzerte von Machine Head mitgeschnitten. Eine Auswahl von 15 Liedern wurde im November 2012 unter dem Titel Machine Fucking Head Live veröffentlicht. Darüber hinaus wurde die Band vom deutschen Magazin Metal Hammer mit dem Award in der Kategorie „Beste internationale Band“ ausgezeichnet. Im November 2012 musste die Band mehrere Konzerte absagen, da sich Robb Flynn einer Notoperation wegen einer Leistenhernie unterziehen musste.
Am 22. Februar 2013 gab die Band die Trennung vom Gründungsmitglied Adam Duce bekannt. Laut Sänger Rob Flynn habe Duce schon seit längerer Zeit die Leidenschaft für die Band verloren und ein weiteres Arbeiten mit Duce hätte das Ende der Band bedeutet. Sein Nachfolger wurde Jared MacEachern, der zuvor Sänger und Gitarrist der Thrash-Metal-Band Sanctity war.

### 2014–2018:Bloodstone & DiamondsundCatharsis
Im Januar 2014 leitete Ex-Bassist Adam Duce eine Klage gegen die Band ein. Es geht hierbei unter anderem um angeblich ausbleibende bzw. zu kurz geratene Lohnzahlungen, Vertragsbruch und persönliche Angelegenheiten. Derweil nahm die Band ihr achtes Studioalbum Bloodstone & Diamonds auf, dessen Veröffentlichung am 7. November 2014 erfolgte. Anlässlich des Record Store Days wurde im April 2014 eine 10"-Vinyl-Single mit einer Demo-Version des neuen Studiostücks Killers & Kings in den Handel gebracht, als B-Seite findet sich ein Medley aus zwei gecoverten Ignite-Liedern. Eine geplante Nordamerikatournee mit Children of Bodom, Epica und Battlecross wurde verschoben und schließlich unter dem Namen An Evening with Machine Head ohne Vorgruppen durchgeführt.
Am 3. Juni 2016 veröffentlichte die Band die Single Is There Anybody Out There?, mit der Sänger Robb Flynn rassistische Äußerungen des ehemaligen Pantera-Sängers Phil Anselmo kritisiert. Flynn erhielt daraufhin viele Morddrohungen. Ein Jahr später begann die Band mit der Arbeit am nächsten Studioalbum Catharsis, das am 26. Januar 2018 erschien und von Zach Ohren produziert wurde. Mit dem Album erreichte die Band jeweils Platz drei der deutschen und österreichischen sowie Platz vier der Schweizer Albumcharts. Am 28. September 2018 gab Flynn mit einer Videobotschaft über Facebook bekannt, dass Phil Demmel und Dave McClain die Band mit Abschluss der Catharsis-Tour am 24. November 2018 verlassen werden. Laut Flynn haben sich die Musiker sowohl menschlich als auch musikalisch auseinandergelebt. Ferner gab Robert Flynn auch eigene Fehler zu.

„Ich habe die Zügel dieser Band zu eng gehalten und ich habe diesen Jungs keine Luft zum Atmen gelassen. Ich habe eine sehr starke Antriebskraft, aber ich habe auch sehr viel Zorn und Wut in mir. Und diese Antriebskraft hat die Leute in der Band entfremdet. Ich bitte euch, Phils und Daves Entscheidung zu akzeptieren, so wie ich das auch tue.“

Phil Demmel erklärte, dass Machine Head immer mehr zu einem Soloprojekt von Robb Flynn wurde und dass er das aktuelle Album Catharsis hassen würde. Demmel fühlte sich frustriert, da es kein Bandgefühl mehr gegeben habe und er auf der Bühne immer strengere Anweisungen zu befolgen hätte. Er reaktivierte nach seinem Ausstieg seine alte Band Vio-Lence, während Dave McClain zu Sacred Reich zurückkehrte.

### 2019–2021: Jubiläumstournee, neue Mitglieder & Pandemie
Im März 2019 kündigte die Band zunächst eine Europatournee anlässlich des 25-jährigen Jubiläums des Debütalbums Burn My Eyes für den Herbst des Jahres an. Im Rahmen der Veröffentlichung weiterer Tourdaten wurde diese Tour schließlich zu einer Welttournee 2019–2020 ausgeweitet. Mit von der Partie waren die ehemaligen Mitglieder Logan Mader und Chris Kontos. Zum Anlass des Jubiläums wurde Burn My Eyes zudem neu im Studio eingespielt und die Stücke nach und nach veröffentlicht.
Am 29. September 2019 wurden zudem der Pole Waclaw „Vogg“ Kieltyka (Leadgitarre, Gründungsmitglied von Decapitated) und der Brite Matt Alston (Schlagzeug) als neue Mitglieder der Band vorgestellt. Alston hatte zuvor als Schlagzeugtechniker für die Band gearbeitet. Die Konzerte der Jubiläumstournee bestanden pro Abend aus zwei Teilen: im ersten Teil spielten Flynn und MacEachern zusammen mit den neuen Mitgliedern Kieltyka und Alston ein Repertoire an Machine-Head-Songs, im zweiten Teil traten sie mit den ehemaligen Mitgliedern Logan Mader und Chris Kontos auf, um das Album Burn My Eyes in voller Länge live durchzuspielen. Nach 27 Konzerten in Europa und 25 Shows in Nordamerika musste die Tournee schließlich aufgrund der Corona-Pandemie abgebrochen werden. Bereits geplante Konzerte in Australien und Europa wurden ersatzlos gestrichen. Für die Tour bestand Machine Head ganz offiziell aus sechs Mitgliedern und in den Monaten danach bestand die Frage zum Fortbestand dieser Formation. Mitte 2021 ließ Robb Flynn jedoch in einem Blogartikel als Antwort auf die Frage „who is in the band?“ durchblicken, dass es sich bei Mader und Kontos um Machine Head Alumni handele, die noch in viele weitere Projekte eingebunden seien, während Kieltyka und Alston in der Band verblieben.
Nachdem die Band im Oktober 2019 mit Do or Die bereits einen neuen Song veröffentlicht hatte, entschied Robb Flynn Anfang 2020, dass sich die Band zunächst weiterhin auf das konstante Veröffentlichen von Singles konzentrieren soll. So erschien bereits im Februar die nächste Single Circle the Drain.

„Mir geht es im Moment nur darum, Singles zu veröffentlichen. Es wird definitiv auch wieder ein Album geben, und einige dieser Songs werden vielleicht auf diesem Album landen, aber für mich geht es einfach um einen konstanten Strom von Musik, die die ganze Zeit veröffentlicht wird. Wir sind ziemlich langsam mit neuen Alben.“

Im Juni 2020 folgte die Zwei-Track-Single Civil Unrest, deren Songs sich inhaltlich mit den Protesten infolge des Todes von George Floyd in den Vereinigten Staaten auseinandersetzen. Im November des gleichen Jahres veröffentlichte die Band die Single My Hands Are Empty inklusive Musikvideo. In diesem Video sind alle sechs Mitglieder, also neben der aktuellen Besetzung auch Logan Mader und Chris Kontos zu sehen. Das hatte den Spekulationen um ihren Verbleib in der Band zunächst Auftrieb verliehen. Im Juni 2021 folgte die Drei-Track-E.P. Arrows in Words from the Sky. Alle Singles wurden in den Sharkbite Studios in Oakland eingespielt und von Zack Ohren produziert. Aufgrund der pandemischen Situation konnten nicht alle Bandmitglieder am Aufnahmeprozess teilnehmen. So ist auf Civil Unrest Carlos Cruz von Warbringer als Session-Drummer zu hören. Er war bereits vor der Pandemie für die Single Do or Die engagiert worden. Das Schlagzeug auf Circle the Drain, My Hands Are Empty und den drei Tracks von Arrows in Words from the Sky wurde von Navene Koperweiss (ehemals Animals as Leaders) eingespielt.
Weil die Coronapandemie Liveauftritte unmöglich machte, etablierte Robb Flynn währenddessen das Streaming-Format Electric Happy Hour. Bereits im März 2020 hatte er einen kurzen Auftritt mit wenigen Songs gestreamt, bei dem er lediglich eine Akustikgitarre benutzte und sich von seinem Sohn Wyatt auf dem Cello begleiten ließ. Es folgten weitere gestreamte Akustik-Auftritte, zunächst auf den Facebook- oder Instagramprofilen einiger Radiosender. Im April 2020 etablierte Flynn dann wöchentliche Auftritte im Rahmen eines Facebook-Livestreams auf Machine Heads eigener Facebook-Seite, die er Acoustic Happy Hour nannte.

„Damals war ich die einzige Person, die in mein [Studio-]Gebäude durfte, also ging ich dorthin, trank ein paar Bier, spielte ein paar akustische Lieder, unterhielt mich mit den Leuten in den Kommentaren und machte Witze. […] Ich hatte mir vorgenommen, jede Woche 3 neue Songs zu lernen und/oder neu zu erfinden, und mit den Proben und den 2 Stunden Show habe ich mich in Form gehalten […]“

Als sich die Lockdown-Bestimmungen im September 2020 lockerten, konnte auch Bassist Jared MacEachern an den wöchentlichen Streaming-Auftritten teilnehmen, und schnell wurde aus den anfänglichen Akustik-Sessions das Format Electric Happy Hour, bei dem die beiden Musiker nun elektrische Gitarren und Bässe einsetzten und im weiteren Verlauf auch Schlagzeug vom Band dazu addierten. Einige der benutzten Schlagzeug-Tracks spielte Schlagzeuger Matt Alston in England ein, zu sehen war er in den Livestreams allerdings nie. Gestreamt wurde neben Facebook jetzt auch auf Twitch und Youtube. Die Liste der Songs variierten dabei von Auftritt zu Auftritt stark und umfassten eine große Zahl von Cover-Versionen. Zu jedem Erscheinungstag eines Machine-Head-Studioalbums spielten Flynn und MacEachern das jeweilige Album in voller Länge durch. Beim letzten gestreamten Auftritt am 5. August 2022 war Ex-Schlagzeuger Chris Kontos mit an Bord um die Platte Burn My Eyes anlässlich ihres 28. Geburtstags in Gänze vorzutragen.

### 2022–2024:Of Kingdom and Crown
Für den 26. August 2022 kündigten Machine Head im April des gleichen Jahres das zehnte Studioalbum Of Kingdom and Crown an, das wie sein Vorgänger von Robb Flynn und Zach Ohren produziert wurde. Wie schon bei den Stand-Alone-Singles zuvor waren Wacław „Vogg“ Kiełtyka und Matt Alston zu den Aufnahmen nicht im Studio vor Ort. Am Schlagzeug ist darum erneut Navene Koperweiss zu hören. Of Kingdom and Crown ist als Konzeptalbum angelegt und erzählt die in einer postapokalyptischen Zukunft spielende Geschichte einer Blutfehde. Sie basiert lose auf der Manga-Serie Attack on Titan. Gleichzeitig mit der Album-Ankündigung wurde die Singleauskopplung Choke on the Ashes of Your Hate samt Musikvideo veröffentlicht. Am 21. Juni erschien der sechste Song des Albums Unhallowed als nächste Vorab-Single. Das Album enthält zudem alle drei Songs der ein Jahr zuvor erschienenen EP Arrows in Words from the Sky, außerdem den Song My Hands Are Empty, der bereits im November 2020 veröffentlicht worden war.
Am 12. August 2022 spielten Machine Head als unangekündigte Überraschungsgäste zehn Songs auf dem Bloodstock Open Air in England, darunter die beiden Neuerscheinungen Become the Firestorm und Choke on the Ashes of Your Hate. Es war der erste Auftritt der Band vor Live-Publikum seit Beginn der Corona-Pandemie. Es folgten fünf Konzerte in Schottland, die in Anlehnung an die Streaming-Auftritte Electric Happy Hour (Live) genannt wurden. Sie dienten Machine Head zur Vorbereitung der Vikings and Lionhearts Tour, einer Co-Headlinertournee durch Europa mit Amon Amarth und der Vorgruppe The Halo Effect im September und Oktober. Im November und Dezember 2022 spielten Machine Head insgesamt 39 Electric Happy Hour (Live)-Konzerte in den USA. Weil Vogg Kiełtyka im Vorfeld bereits seiner ersten Band Decapitated die Zusage für deren zeitgleich stattfindende Europatournee gegeben hatte, wurde er bei allen 39 Shows an der Leadgitarre von Reece Scruggs, Gitarrist der Band Havok, vertreten.
Anfang 2023 nahmen Flynn und MacEachern das wöchentliche Streaming-Format Electric Happy Hour wieder auf. Am 14. März kündigte die Band das nächste Kapitel ihrer Electric Happy Hour (Live) Tour mit insgesamt 18 Konzerten in den USA an. Auf den Tag genau einen Monat später wurde die gesamte Tour bereits wieder ersatzlos gestrichen. Als Grund gaben Machine Head Probleme bei der Vergabe von US-Arbeitsvisa für ihre europäischen Band- und Crew-Mitglieder an. Auch die Festival-Saison im Sommer 2023 stand für die Band unter keinem guten Stern: Machine Head spielten lediglich drei von fünf geplanten Auftritten: Am 28. Mai auf dem Milwaukee MetalFest (mit R. Scruggs an der Leadgitarre), am 16. Juni als Headliner auf dem Graspop-Metal-Meeting 2023 in Belgien und am 16. September auf dem Metal Injection Festival in Anaheim, CA (erneut mit R. Scruggs). Machine Head gehörten zudem am 7. September zum Lineup des Blue Ridge Rock Fest in Alton, Halifax, VA. Wegen widriger Wetterbedingungen musste ihr Auftritt jedoch kurz vor Beginn abgesagt werden. Ein zwischenzeitlich angekündigtes Konzert auf dem KIWR Rock Fest in Council Bluffs, IA wurde im Vormonat ohne Angabe von Gründen ebenfalls gestrichen (4. August). Die Electric Happy Hour (Live)-Konzertreihe wurde im Oktober mit elf Konzerten in Südamerika fortgesetzt. Erstmals in ihrer Geschichte traten Machine Head dabei auch in Venezuela und Costa Rica auf. Machine Head ersetzten am 5. November zudem kurzfristig die Band Mudvayne auf dem Hell & Heaven Festival nahe Mexiko-Stadt. Die Südamerika-Tour war zugleich die letzte mit Vogg Kiełtyka als Lead-Gitarrist. Im Februar 2024 bestätigte er seinen Ausstieg aus der Band via Instagram und begründete diesen Schritt mit den sich stark überschneidenden Tour-Verpflichtungen von Machine Head und seiner eigentlichen Band Decapitated.
Am 19. Januar 2024 begannen Machine Head ihre Slaughter the Martour Welttournee mit insgesamt 29 Konzerten in den USA und Kanada. Lead-Gitarrist war erneut Reece Scruggs. Als Support-Bands traten Fear Factory, Orbit Culture und Gates To Hell auf. Im März folgten sechs Konzerte in Australien und Neuseeland, erneut mit Fear Factory als Support. Machine Head gastierten im Sommer 2024 zudem bei diversen europäischen Festivals, unter anderem bei Mystic Festival (Danzig), Rock am Ring, Rock im Park, Greenfield, Novarock, Download, Copenhell, Graspop, Resurrection Fest, Hellfest, Evil Live (Lissabon). Im Juni wurden freie Abende zwischen den Festival-Auftritten mit Einzelkonzerten in Groningen, Tilburg, Prag, Glasgow und Hamburg gefüllt. Die Band spielte 2024 zudem mit Rockville (Daytona, FL), Sonic Temple (Columbus, OH), Inkarceration Festival (Mansfield, OH) und dem New England Metal & Hardcore Festival (Worcester, MA) vier US-Festivals.

### Seit 2025:Unatoned
Am 12. November 2024 kündigten Machine Head ihr elftes Studioalbum für April 2025 an. Drei Tage später erschien mit These Scars Won't Define Us die erste Singleauskopplung. Der Song enthält neben Gesang von Robb Flynn auch Vocals der Bands In Flames, Lacuna Coil und Unearth. Gleichzeitig mit der Album-Ankündigung wurde für April und Mai 2025 eine Nordamerika-Tour mit den genannten Bands als Vorgruppen angekündigt.
Mit Veröffentlichung der zweiten Vorab-Single Unbound am 18. Februar 2025 gaben Machine Head zugleich Titel und Erscheinungstermin des neuen Albums bekannt: Unatoned erscheint am 25. April 2025 und enthält insgesamt zwölf Tracks: zehn Songs und zwei Instrumentale. Für den Songwriting-Prozess legte Robb Flynn drei Regeln fest: Jeder Track musste 1. unter vier Minuten lang sein, 2. einen Tonartwechsel aufweisen, und 3. einen sich vom ersten Refrain unterscheidenden letzten Refrain enthalten. Wegen der Beschränkung in der Länge der Songs beträgt die Gesamtspielzeit des Albums nur 41 Minuten.

„Nach dem Erfolg unserer letzten Platte (...) musste ich sicherstellen, dass sich dieses Album von anderen abhebt. (...) Die Fans von Machine Head erwarten, dass jedes Album anders ist, also habe ich mir dieses Mal selbst diese Beschränkungen auferlegt, um einen neuen Ansatz zu erzwingen. Das hat mich aus meiner Komfortzone herausgebracht, und das war genau das, was ich brauchte.“

Stilistisch bringt Unatoned den Groove von Machine Heads Debüt-Album Burn My Eyes zurück und mischt ihn mit den Thrash-Metal-Elementen der jüngeren Bandgeschichte.

„Zwei Jungs aus dem Süden in der Band zu haben - Reece Scruggs und Jared MacEachern - hat wirklich Groove und Swing in unseren Sound zurückgebracht“

Passend dazu wurde das Mixing von Colin Richardson übernommen, der bereits für den Mix von Burn My Eyes, Supercharger und The Blackening verantwortlich war. Mit der Ballade Not Long For this World enthält Unatoned zudem den ersten Song der Bandgeschichte mit ausschließlich cleanem Gesang, ferner mit Scorn, der zweiten Ballade des Albums, einen Song mit Klavierbegleitung.

## Stil

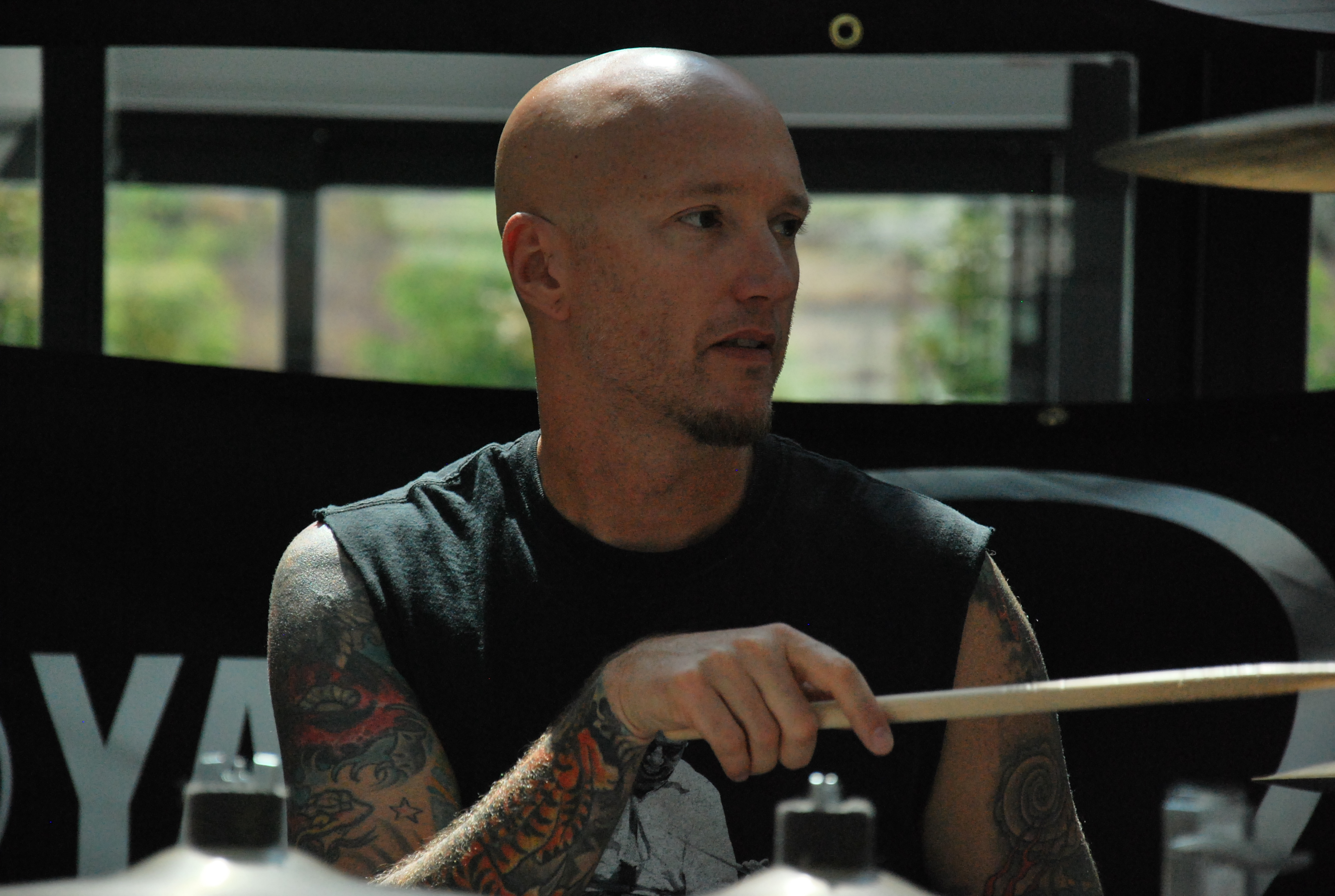
Dave McClain 2010

Machine Head lassen sich durch ihre musikalische Entwicklung über die Jahre ihrer Existenz nur schwer einem bestimmten Genre zuordnen. In der Regel werden sie dem Thrash Metal zugeordnet, teilweise aber auch dem Groove oder dem Heavy Metal. Für die Musiker selbst spielt die Einordnung in ein bestimmtes Subgenre keine Rolle.

„Grundsätzlich haben wir Spaß daran, ein hundertprozentiges Metalalbum zu schreiben. Nicht diesen oder jenen Metal oder was für Metalstile es da draußen gibt. Es ist einfach Metal!“

Zu den Haupteinflüssen zählt Robb Flynn klassische Thrash-Metal-Bands wie Metallica, Exodus oder Testament sowie Groove-Metal-Bands wie Pantera oder Exhorder. Weitere Einflüsse beziehen Machine Head von Heavy-Metal-Bands wie Judas Priest, Iron Maiden, Black Sabbath, Progressive-Rock-Bands wie Rush sowie Grunge-Bands wie Alice in Chains, Nirvana oder Soundgarden.
Darüber hinaus sind Machine Head seit jeher auch vom Hip-Hop beeinflusst. Schon zu Zeiten des Debütalbums kokettierte die Band mit der Hip-Hop-typischen Optik. Auf dem Lied Block rappt Robb Flynn, was seiner Meinung nach aufgrund des aggressiven Stils kaum jemand mitbekommen hat. Auf The Burning Red setzt Flynn bei den Stücken From This Day und Desire to Fire deutlich erkennbar Sprechgesang ein.

## Diskografie
Studioalben

| Jahr | Titel Musiklabel                                        | Höchstplatzierung, Gesamtwochen, AuszeichnungChartplatzierungen (Jahr, Titel, Musiklabel, Platzierungen, Wochen, Auszeichnungen, Anmerkungen) | Höchstplatzierung, Gesamtwochen, AuszeichnungChartplatzierungen (Jahr, Titel, Musiklabel, Platzierungen, Wochen, Auszeichnungen, Anmerkungen) | Höchstplatzierung, Gesamtwochen, AuszeichnungChartplatzierungen (Jahr, Titel, Musiklabel, Platzierungen, Wochen, Auszeichnungen, Anmerkungen) | Höchstplatzierung, Gesamtwochen, AuszeichnungChartplatzierungen (Jahr, Titel, Musiklabel, Platzierungen, Wochen, Auszeichnungen, Anmerkungen) | Höchstplatzierung, Gesamtwochen, AuszeichnungChartplatzierungen (Jahr, Titel, Musiklabel, Platzierungen, Wochen, Auszeichnungen, Anmerkungen) | Anmerkungen                                                |
| Jahr | Titel Musiklabel                                        | DE | AT | CH | UK | US | Anmerkungen                                                |
| ---- | ------------------------------------------------------- | --- | --- | --- | --- | --- | ---------------------------------------------------------- |
| 1994 | Burn My Eyes Roadrunner Records                         | DE35 (11 Wo.)DE | AT29 (2 Wo.)AT | — | UK25 Gold · (3 Wo.)UK | — | Erstveröffentlichung: 9. August 1994 Verkäufe: + 135.000   |
| 1997 | The More Things Change… Roadrunner Records              | DE22 (10 Wo.)DE | AT24 (8 Wo.)AT | — | UK16 (3 Wo.)UK | US138 (1 Wo.)US | Erstveröffentlichung: 25. März 1997                        |
| 1999 | The Burning Red Roadrunner Records                      | DE15 (10 Wo.)DE | AT22 (5 Wo.)AT | — | UK13 Silber · (1 Wo.)UK | US88 (2 Wo.)US | Erstveröffentlichung: 27. Juli 1999 Verkäufe: + 60.000     |
| 2001 | Supercharger Roadrunner Records                         | DE25 (8 Wo.)DE | AT33 (3 Wo.)AT | CH82 (1 Wo.)CH | UK34 (1 Wo.)UK | US155 (1 Wo.)US | Erstveröffentlichung: 2. Oktober 2001                      |
| 2003 | Through the Ashes of Empires Roadrunner Records         | DE24 (4 Wo.)DE | AT56 (2 Wo.)AT | CH80 (1 Wo.)CH | UK— SilberUK | US88 (1 Wo.)US | Erstveröffentlichung: 16. Dezember 2003 Verkäufe: + 60.000 |
| 2007 | The Blackening Roadrunner Records                       | DE12 (5 Wo.)DE | AT19 (6 Wo.)AT | CH29 (5 Wo.)CH | UK16 Silber · (3 Wo.)UK | US54 (2 Wo.)US | Erstveröffentlichung: 27. März 2007 Verkäufe: + 60.000     |
| 2011 | Unto the Locust Roadrunner Records                      | DE5 (6 Wo.)DE | AT6 (6 Wo.)AT | CH10 (6 Wo.)CH | UK43 (2 Wo.)UK | US22 (2 Wo.)US | Erstveröffentlichung: 27. September 2007                   |
| 2014 | Bloodstone & Diamonds Nuclear Blast                     | DE6 (4 Wo.)DE | AT6 (3 Wo.)AT | CH7 (3 Wo.)CH | UK18 (2 Wo.)UK | US21 (2 Wo.)US | Erstveröffentlichung: 10. November 2014                    |
| 2018 | Catharsis Nuclear Blast                                 | DE3 (6 Wo.)DE | AT3 (4 Wo.)AT | CH4 (4 Wo.)CH | UK12 (1 Wo.)UK | US65 (1 Wo.)US | Erstveröffentlichung: 26. Januar 2018                      |
| 2022 | Of Kingdom and Crown Nuclear Blast, Imperium Recordings | DE6 (7 Wo.)DE | AT6 (4 Wo.)AT | CH3 (3 Wo.)CH | UK27 (1 Wo.)UK | — | Erstveröffentlichung: 26. August 2022                      |
| 2025 | Unatoned Nuclear Blast, Imperium Recordings             | DE5 (1 Wo.)DE | AT3 (… Wo.)AT | CH7 (… Wo.)CH | UK71 (1 Wo.)UK | — | Erstveröffentlichung: 25. April 2025                       |

## Auszeichnungen
Machine Head wurden einmal für den Grammy nominiert. Bei den Kerrang! Awards und den Metal Hammer Golden Gods Awards erhielt die Band jeweils fünf Preise und bei den Loudwire Music Awards und den Metal Hammer Awards jeweils einen Preis.